# Agathirsia
Agathirsia är ett släkte av steklar. Agathirsia ingår i familjen bracksteklar.

## Dottertaxa tillAgathirsia, i alfabetisk ordning[1]
- Agathirsia armandi
- Agathirsia asterophila
- Agathirsia bicolor
- Agathirsia bifidilingua
- Agathirsia campanisura
- Agathirsia capillata
- Agathirsia collini
- Agathirsia cressoni
- Agathirsia davidi
- Agathirsia foveiseries
- Agathirsia fulvocastanea
- Agathirsia heleni
- Agathirsia jervisi
- Agathirsia kellyi
- Agathirsia keni
- Agathirsia longigladia
- Agathirsia longilingua
- Agathirsia michelei
- Agathirsia minuata
- Agathirsia nigricauda
- Agathirsia ninesevensi
- Agathirsia papoui
- Agathirsia parkeningi
- Agathirsia proxima
- Agathirsia reai
- Agathirsia rostrata
- Agathirsia rufula
- Agathirsia schlingeri
- Agathirsia sericans
- Agathirsia testacea
- Agathirsia tiro
- Agathirsia trichiosoma